# ハーディン郡 (アイオワ州)
ハーディン郡（英: Hardin County）は、アメリカ合衆国アイオワ州の中央部北に位置する郡である。2010年国勢調査での人口は17,534人であり、2000年の18,812人から6.8％減少した。郡庁所在地はエルドラ市（人口2,732 人）であり、同郡で人口最大の都市はアイオワフォールズ市（人口5,238人）である。

## 歴史
ハーディン郡は1851年に設立され、郡名は米墨戦争で戦死したイリノイ州出身のジョン・J・ハーディン大佐にちなんで名付けられた。
ハーディン郡が設立されてから郡庁舎は3回建設された。初代は小さな木枠の建物であり、1850年代に火事で焼失した。2代目は2階建てで、現在の郡保安官事務所がある所に建てられた。3代目は1892年に建設され、1893年9月19日に落成した。この建物は1981年にアメリカ合衆国国家歴史登録財に指定された。
ハーディン郡はストーリー郡と共に、1996年の映画『ツイスター』の主要撮影場所になった。この映画にはビル・パクストンとヘレン・ハントが出演した。

## 地理
アメリカ合衆国国勢調査局に拠れば、郡域全面積は569.93平方マイル（1,476.1km2）であり、このうち陸地は569.26平方マイル（1,474.4km2）、水域は0.68平方マイル（1.8km2）で、水域率は0.12％である。

### 主要高規格道路
- アメリカ国道20号線
- アメリカ国道65号線
- アイオワ州道57号線
- アイオワ州道175号線

### 隣接する郡
- フランクリン郡 - 北
- バトラー郡 - 北東
- グランディ郡 - 東
- マーシャル郡 - 南東
- ストーリー郡 - 南西
- ハミルトン郡 - 西

## 人口動態

### 2010年国勢調査
以下は2010年国勢調査による人口統計データである。
基礎データ
- 人口: 17,534人
- 人口密度: 12人/km2（31人/mi2）
- 住居数: 8,224軒
- 使用住居: 7,296軒[7]

### 2000年国勢調査

2000人口ピラミッド

以下は2000年国勢調査による人口統計データである。
| 基礎データ - 人口: 18,812人 - 世帯数: 7,628 世帯 - 家族数: 5,087 家族 - 人口密度: 13人/km2（33人/mi2） - 住居数: 8,318軒 - 住居密度: 6軒/km2（15軒/mi2） 人種別人口構成 - 白人: 97.14% - アフリカン・アメリカン: 0.62% - ネイティブ・アメリカン: 0.13% - アジア人: 0.32% - 太平洋諸島系: 0.05% - その他の人種: 1.24% - 混血: 0.50% - ヒスパニック・ラテン系: 2.42% 年齢別人口構成 - 18歳未満: 24.7% - 18-24歳: 8.4% - 25-44歳: 23.8% - 45-64歳: 22.4% - 65歳以上: 20.7% - 年齢の中央値: 41歳 - 性比（女性100人あたり男性の人口） - 総人口: 95.7 - 18歳以上: 90.1 | 世帯と家族（対世帯数） - 18歳未満の子供がいる: 29.5% - 結婚・同居している夫婦: 57.1% - 未婚・離婚・死別女性が世帯主: 6.5% - 非家族世帯: 33.3% - 単身世帯: 29.4% - 65歳以上の老人1人暮らし: 15.7% - 平均構成人数 - 世帯: 2.35人 - 家族: 2.91人 収入と家計 - 収入の中央値 - 世帯: 35,429米ドル - 家族: 41,891米ドル - 性別 - 男性: 30,515米ドル - 女性: 21,068米ドル - 人口1人あたり収入: 17,537米ドル - 貧困線以下 - 対人口: 8.0% - 対家族数: 5.5% - 18歳未満: 9.9% - 65歳以上: 6.2% |

## 都市と町
| - アイオワフォールズ - エルドラ - 郡庁所在地 - アックリー - アルデン - バッキー - ハバード | - ニュー・プロビデンス - オワサ - ラドクリフ - スティームボート・ロック - ユニオン - ウィッテン |

### その他の町
- クレブス
- ガーデン・シティ
- ギフォード

### 郡区
- オールデン郡区
- バックアイ郡区
- クレイ郡区
- コンコード郡区
- エルドラ郡区
- エリス郡区
- エトナ郡区
- グラント郡区
- ハーディン郡区
- ジャクソン郡区
- プレザント郡区
- プロビデンス郡区
- シャーマン郡区
- ティプトン郡区
- ユニオン郡区